# Slag bij Nihriya
De slag bij Nihriya was de laatste grote confrontatie tussen het Hettitische Rijk en Assyrië. Noch de precieze datum, noch de precieze locatie zijn bekend.

## Ligging
Nihriya kan wellicht gelijkgesteld worden aan Kazane Höyük op de westoever van de bovenloop van de rivier de Balikh, maar andere plaatsen zijn voorgesteld. Tegen de identificatie met Kazane Höyük spreekt dat de opgravingen daar doen vermoeden dat de plaats sinds de tijd van Hammurabi niet meer bewoond geweest is, terwijl Nihriya verscheidene malen in latere bronnen genoemd wordt. Dit geldt voor Assyrische bronnen van zowel het Oude het Midden- en het Nieuwe rijk, Hettitische bronnen, latere Urartese bronnen en bronnen uit Mari. Het is overigens niet duidelijk of deze verwijzingen allemaal op dezelfde plaats slaan. Er is wel verondersteld dat met name de Urartese vermeldingen op een andere plaats in de omgeving van Diyarbakır betrekking hebben.
De Assyrische bronnen laten zien dat het al vroeg een pleisterplaats op de weg naar Kaneš geweest is, zijn eigen koning had met een paleis, een kārum en een raad van tien personen. Het lag waarschijnlijk nog vóór Haqa op die weg. 
Ook de Hettieten kenden het goed. Koning Hattušili I vroeg aan Tuniya van Tikunani om hem het ijzer en de leeuw te sturen die men had teruggebracht van Nihriya.

## Tijdvak
Afhankelijk van de datering overlappen de regeringsperiodes van Tudhaliya en Salmanasser wel of niet, zodat de slag vroeg in het bewind van Tudhaliya heeft plaatsgehad en ofwel laat in dat van Salmanasser of vroeg in dat van zijn zoon rond 1230 v.Chr.

## De slag
In een Assyrische brief aan Ugarit wordt vermeld dat de Hettitische koning Tudhaliya een bondgenootschap had aangegaan met plaatselijke vorsten en het land van Nihriya versterkt had. De brief is ofwel van Tukulti-Ninurta I ofwel van zijn vader Salmanasser I. De Assyiërs eisten terugtrekking van de Hettitische versterkingen en toen dit geweigerd werd, kwam het tot een treffen dat op een massale zege voor Assyrië uitliep. Tudhaliya verloor daarop het belangrijke vorstendom Isuwa met zijn kopermijn. 